# Honigmelonen-Salbei

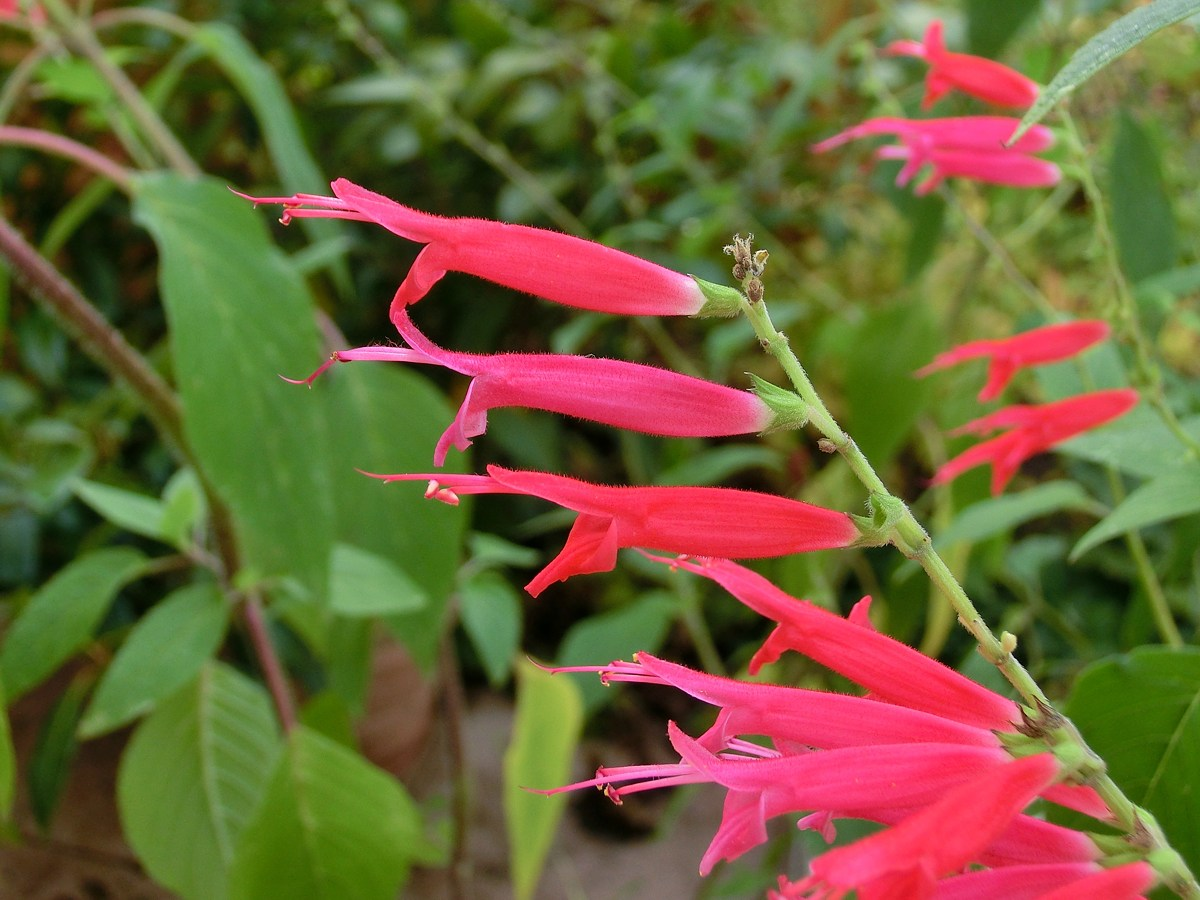
Als Kübelpflanze in Mitteleuropa blüht Ananas-Salbei erst im Spätherbst

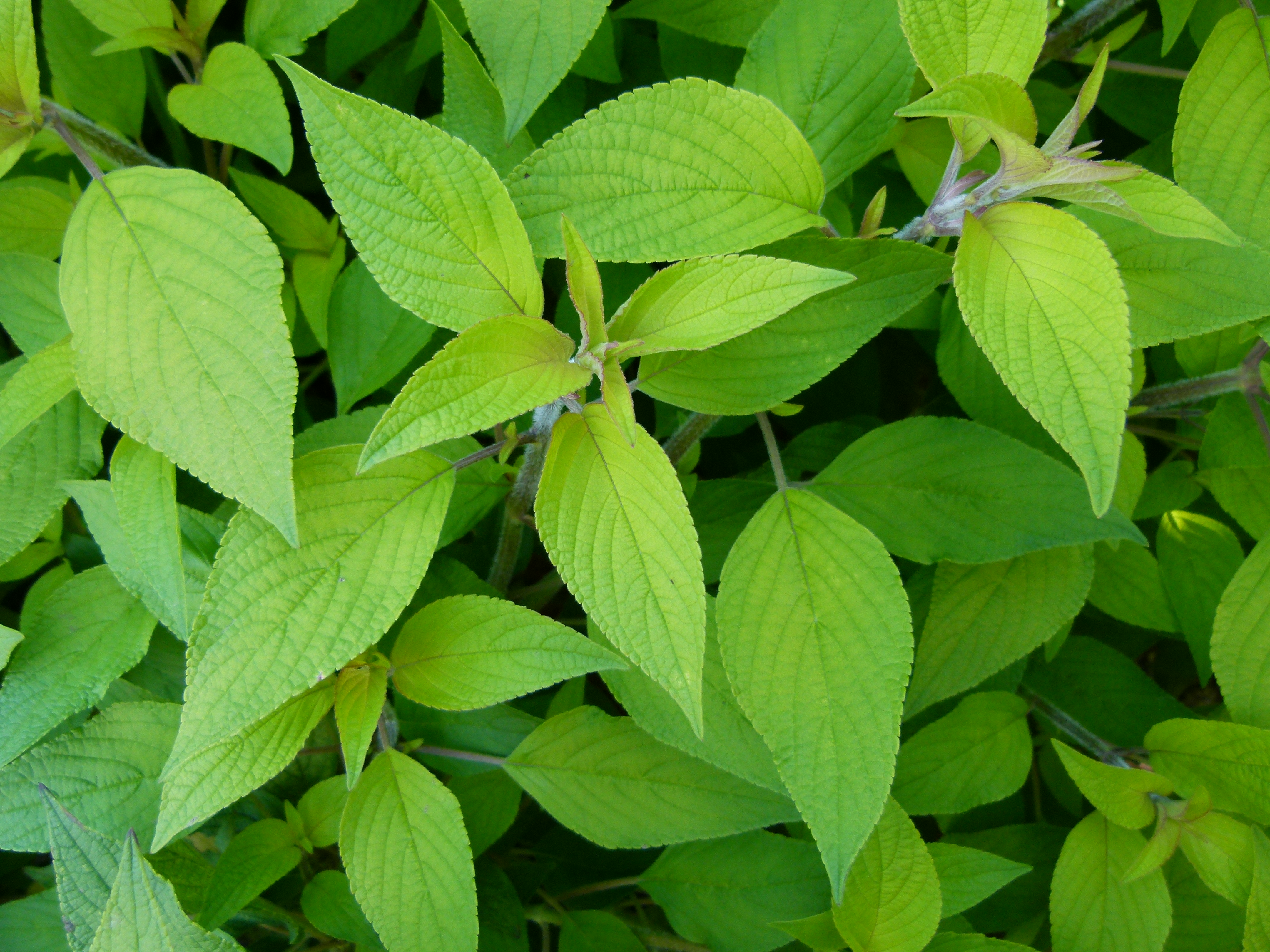
Ananas-Salbei, Blätter

Der Honigmelonen-Salbei oder Ananas-Salbei (Salvia elegans) ist eine Pflanzenart aus der Gattung Salbei in der Familie der Lippenblütler (Lamiaceae). Er stammt aus Mittelamerika und ist in Mitteleuropa eingetopft als Küchenkraut im Handel.

## Merkmale
Der Honigmelonen-Salbei ist ein immergrüner Zwergstrauch, der Wuchshöhen von 80 bis 180 Zentimetern erreichen kann. Die gegenständigen, einfachen, weich behaarten Laubblätter besitzen einen gesägten Blattrand, sind 5 bis 10 cm lang und duften schwach nach Ananas.
Jeweils vier Blüten sitzen in Wirteln zusammen. Die zwittrigen Blüten sind zygomorph. Die fünf grünen Kelchblätter sind verwachsen. Die fünf roten Kronblätter sind verwachsen. Die Kronenoberlippe ist mit 8 bis 11 Millimeter, so lang wie die Kronenunterlippe oder ein wenig länger.
Die Blütezeit reicht je nach Sorte von Juli bis November.

## Ökologie
Die Bestäubung erfolgt durch Vögel (Ornithophilie).

## Vorkommen
Der Honigmelonen-Salbei kommt in Mexiko und Guatemala in Tannen-, Kiefern- und Eichenwäldern vor.

## Systematik
Den wissenschaftlichen Namen Salvia elegans erhielt der Honigmelonen-Salbei 1804 durch Martin Vahl. Dies war ein Ersatz für den ungültigen Namen Salvia incarnata Cav., den Antonio José Cavanilles 1800 in seiner Erstbeschreibung benutzt hatte. Dieser Name war aber bereits seit 1777 für eine andere Salbei-Art, Salvia incarnata Etl. vergeben.
Der Ananas-Salbei Salvia rutilans wurde 1873 von Élie Abel Carrière als eigene Art beschrieben. Inzwischen wird dieser Name meist als Synonym von Salvia elegans angesehen. Weitere Synonyme sind Salvia camertonii Regel, Salvia longiflora Sessé & Moc., Salvia microcalyx Scheele, Salvia microculis Poir. und Salvia punicea M.Martens & Galeotti.

## Nutzung
Der Honigmelonen- oder Ananas-Salbei wird selten als Zierpflanze in Sommerrabatten genutzt. Die Blätter und Blüten werden als Würzkraut beispielsweise für Getränke, Blatt- oder Fruchtsalate verwendet.

## Belege